# آهن (III)
آهن (انگلیسی: Iron(III)) در شیمی به عنصر آهن در حالت اکسیداسیون +۳ آن اشاره دارد. در ترکیبات یونی (نمک‌ها)، چنین اتمی ممکن است به عنوان یک کاتیون جداگانه (یون مثبت) که با Fe3+ نشان داده می شود، وجود داشته باشد. رنگ آن معمولا زرد یا قهوه ای مایل به قرمز است .

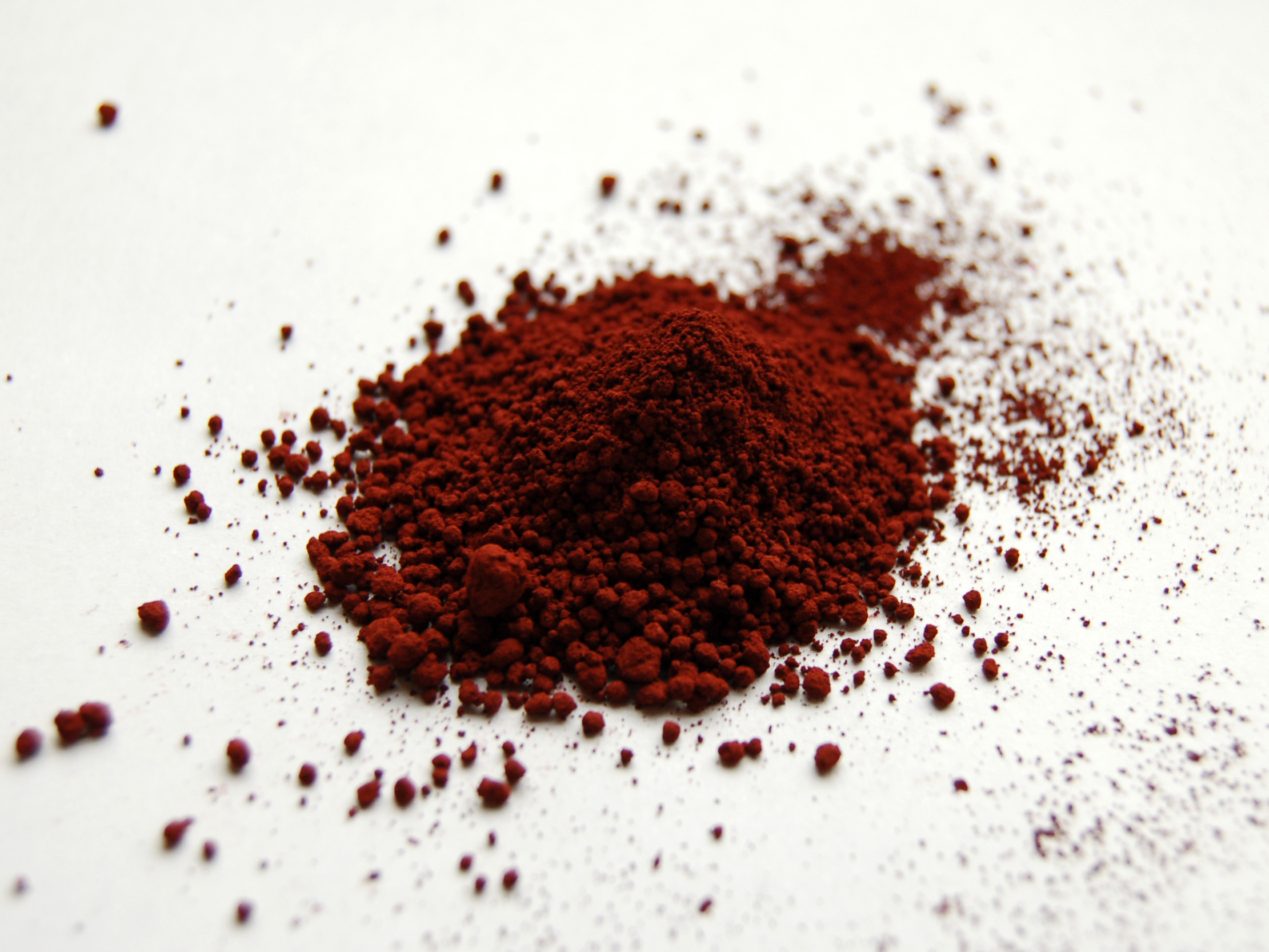
اکسید آهن (III)
معمولاً زنگ آهن نامیده می‌شود.

صفت فریک یا پیشوند ferri- اغلب برای مشخص کردن چنین ترکیباتی استفاده می‌شود - مانند "کلرید آهن" برای کلرید آهن (III)، FeCl3. صفت "آهنی" به جای نمک‌های آهن (II) حاوی کاتیون Fe2+ استفاده می‌شود. واژه فریک از کلمه لاتین فروم به معنای آهن گرفته شده است.
مراکز فلزی آهن (III) نیز در مجتمع‌های هماهنگی، مانند آنیون فری اگزالات، [Fe(C2O4)3]3-، که در آن سه یون اگزالات دوتایی مرکز فلز را احاطه کرده‌اند، رخ می‌دهند. یا در ترکیبات آلی فلزی، مانند کاتیون فروسنیوم [Fe(C2H5)2]+، که در آن دو آنیون سیکلوپنتادینیل به مرکز FeIII متصل هستند.
آهن تقریباً همیشه در حالت‌های اکسیداسیون ۰ (مانند فلز)، ۲+ یا ۳+ مواجه می‌شود. آهن (III) معمولاً پایدارترین شکل در هوا است، همانطور که با فراگیر شدن زنگ، یک ماده نامحلول حاوی آهن (III) نشان داده شده است.